# Harmon Stadium
Le Dusty Rhodes Field at Harmon Stadium, dit Harmon Stadium, est un stade de baseball de 1 250 places situé à Jacksonville dans l'État de Floride. Il est officiellement inauguré en 1988. C'est le domicile des Ospreys de North Florida, club de baseball de l'université du Nord de la Floride. 
Le stade a été nommé ainsi en l'honneur de Doug et Linda Harmon (un don d'argent pour la construction du stade), et de Dusty Rhodes (en) (ancien entraîneur des Ospreys de North Florida entre 1988 et 2010).